# Огнёвка трескучая
Огнёвка трескучая (лат. Psophus stridulus) — насекомое из семейства настоящих саранчовых отряда прямокрылых.

## Описание
Длина тела самцов составляет 23—25 мм, самок — 30—40 мм. Окраска защитная, маскировочная, буровато-серая. Надкрылья кожистые, непрозрачные, у самок короче, чем у самцов, не заходят за колени задних ног. Голени задних ног бурого или чёрного цвета, у основания со светлым кольцом. Отличительной особенностью являются киноварно-красные крылья, ярко вспыхивающие при полёте самца, за что огнёвка получила своё название. Кроме того, во время полёта самец огнёвки издаёт громкий треск, напоминающий звук деревянной трещотки. Предполагается, что этот звук создаётся при полёте крыльями, на которых сильно уплощены несколько продольных жилок. Хотя самцы хорошо летают, самки огнёвок не летают вообще, поэтому способность к распространению на новые территории и их колонизации у этого вида низкая.

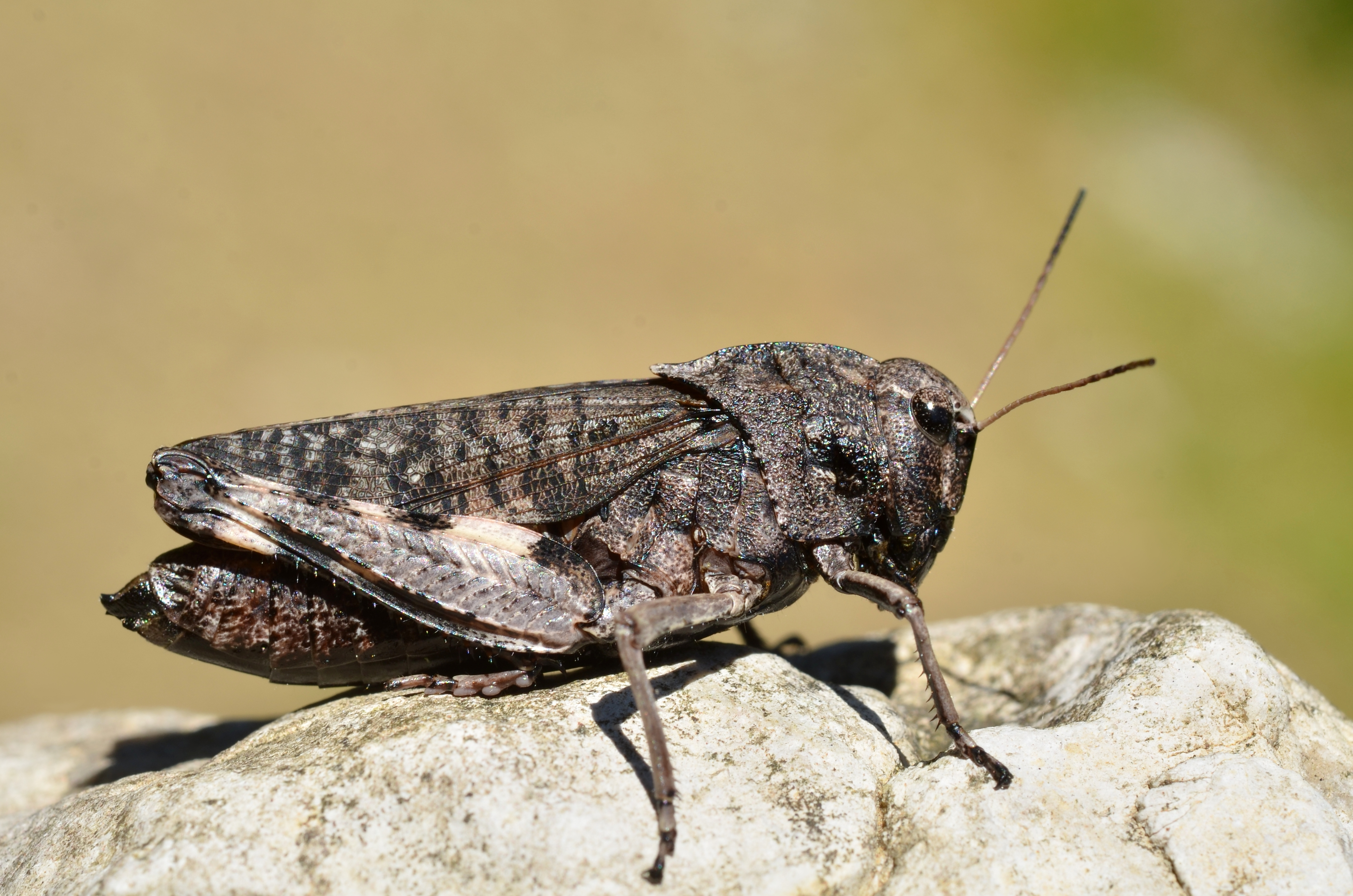
Самка
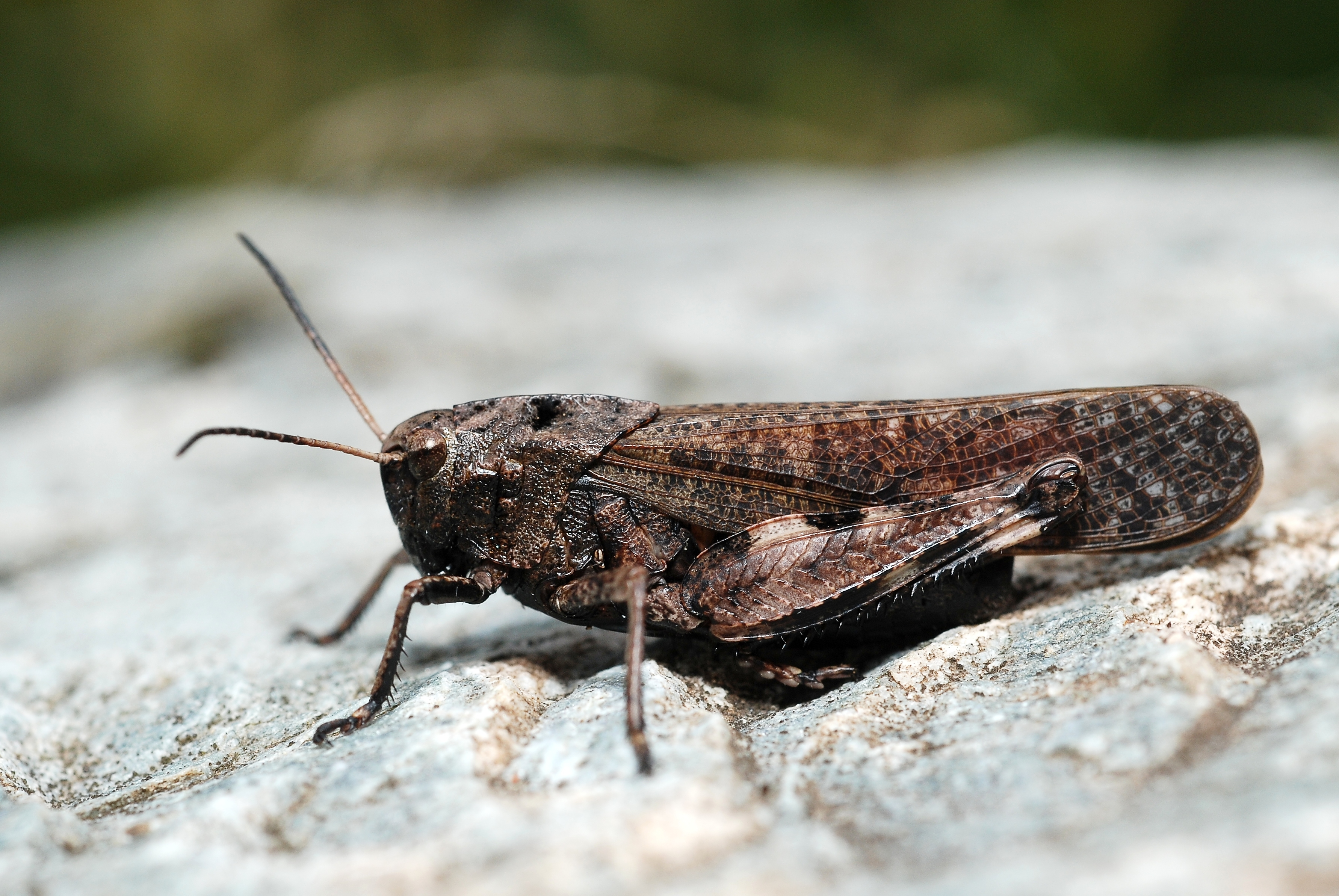
Самец

Самцы стрекочут с помощью стридуляционного аппарата, состоящего из гладкого канта на бедре задней ноги и бугорков на передней жилке надкрылья.

## Ареал и места обитания
Огнёвка трескучая распространена почти по всей Европе, кроме её северной части и крайних южных районов, на Кавказе, на юге Сибири до Корейского полуострова. Обитает в лесостепях, широколиственных и смешанных лесах, где встречается на лесных опушках. Населяет также пустоши, сухие травянистые пространства со скудной растительностью, с выступами скал и насыпями гравия, песчаными дюнами, солнечные склоны гор.

## Охрана
Общая численность огнёвок сокращается, во многих местах она стала редкой и занесена в различные региональные красные книги. В Бельгии и Нидерландах огнёвка трескучая уже вымерла. Находится под угрозой исчезновения в Германии и Швеции, считается уязвимым видом в Польше и Швейцарии, в Австрии — находящимся в близком к уязвимому положении. Является угрожаемым видом на севере Франции. Занесена в Красный список исчезающих видов Карпат (Carpathian Red List of Forest Habitats and Species) как уязвимый вид в польской их части и находящимся в близком к уязвимому положении в чешской, украинской и венгерской частях. В некоторых странах, например, Финляндии и Германии, осуществляются специальные меры по сохранению этого вида. Кроме того, встречается на многих охраняемых территориях. Основной угрозой для трескучей огнёвки является уничтожение мест обитания, распашка невозделанных земель и прочее преобразование в сельскохозяйственные угодья, а также интенсивный выпас скота, засаживание лесонасаждениями.